# Монгольские музыкальные инструменты
Монгольские музыкальные инструменты представлены различными, в основном, традиционными музыкальными инструментами ранней и современной Монголии. В список не входят западные инструменты, такие, как труба, фортепиано или скрипка, которые хотя и распространены в стране, но их происхождение явно не монгольское.

## История

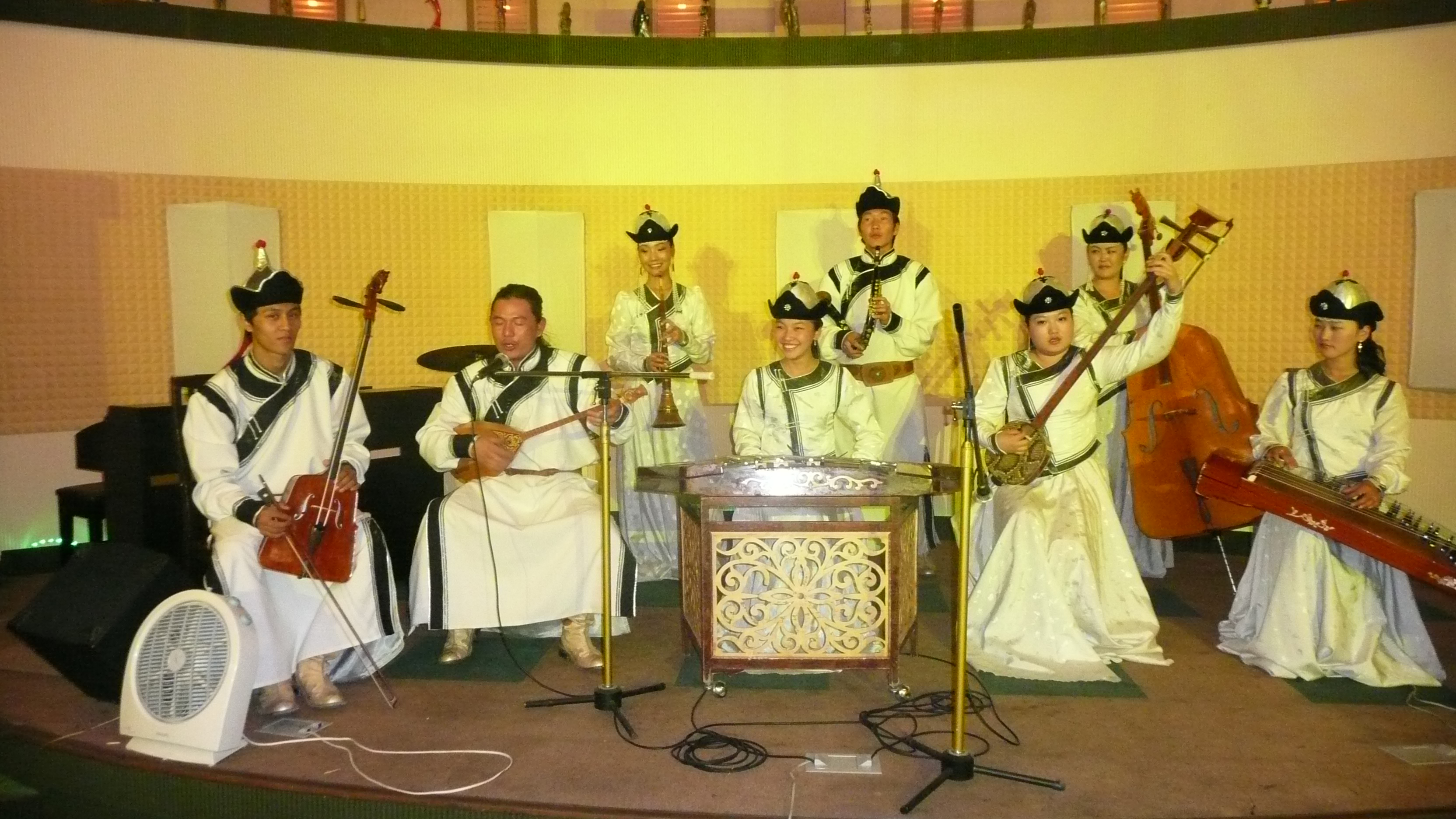

Начиная с VI века до н. э. известно, что древние монголы играли на струнных инструментах. Самым древним инструментом, вероятно, был цуур, изображённый на стене пещеры в IV или III тысячелетии до нашей эры. Другие инструменты были переняты у соседних или покорённых стран (например, во времена государства Хунну и Монгольской империи) и изменены. До революции 1911 года, некоторые инструменты были ограничены для дворян или для использования в церемониях в монастырях. На таком инструменте, как ятга, обычным людям не позволялось иметь более восьми струн. Только при ханском дворе можно было играть на одиннадцати- или двенадцатиструнных инструментах.
В отличие от большинства народов, монголы ограничились четырьмя инструментами для исполнения народной музыки и других выступлений: моринхур, хуучир, топшуур и цуур. В настоящее время топшур заменяют чанзом.
В наше время некоторые инструменты были модернизированы. Так, появилась 21-струнная ятга (добавлено порядка 10 струн), у моринхура заменили струны и корпус. Существуют различные контексты, где используются монгольские инструменты, но в целом, в настоящее время нет никаких ограничений относительно того, кто и на каких инструментах может что-либо играть.

## Список монгольских музыкальных инструментов
Большинство из этих инструментов были изменены в 1940-х и 1960-х годах, для стандартизации в социалистический период в Монголии и во время культурной революции в Китае. Это означает, что многие инструменты имеют «осовремененные» формы, различные материалы и детали.
К примеру, традиционный моринхур был обтянут кожей сверху и снизу, и звук выходил из отверстий по бокам. После он получил простой деревянный корпус. У традиционных ятга было от 8 до 13 струн (в Корее есть похожий инструмент, струны которого изготовлены из конского волоса); в настоящее время такие струны редкость, распространены нейлоновые и стальные струны.

### Щипковые струнные музыкальные инструменты

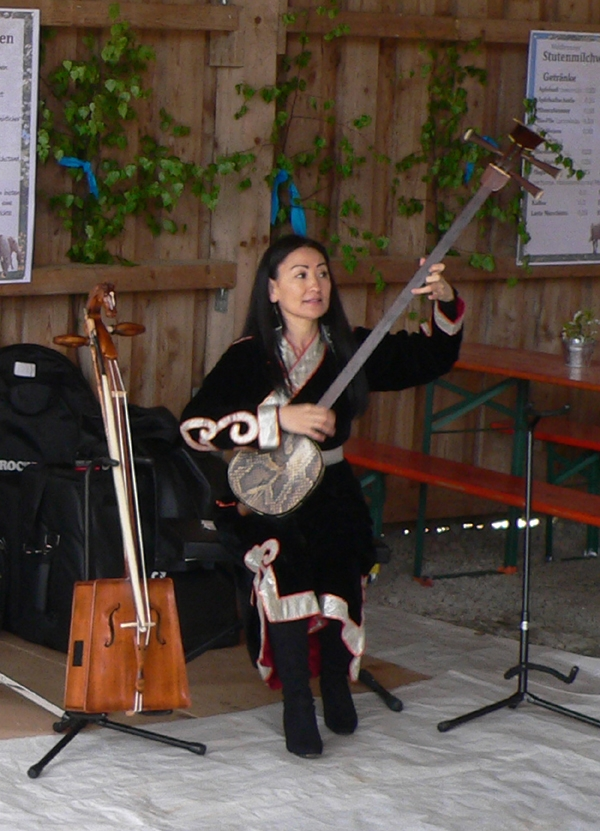
Игра на чанзе. Слева на подставке Моринхур

- Чанз — трёхструнный щипковый инструмент, широко распространенный в Азии. В Японии известен как сямисэн, в Китае как саньсянь, в Монголии так же известен как шударга.
- Топшур (монг. ᠲᠣᠪᠰᠢᠭᠤᠷ Tobshuur; халха диалект: товшуур; кит. 托布秀尔) — двуструнный щипковый инструмент, некогда популярный у ойратов.

- Ятга, ятаг — монгольская цитра.

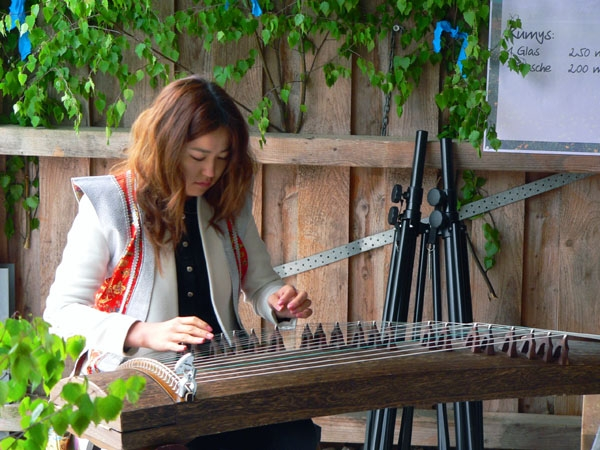
Игра на ятаге

  - Специальный ятаг (монг. ᠶᠠᠲᠤᠭ᠎ᠠ) — как правило ятаг, имеющий 21 или 23 струны. Предназначен для концертов.
  - Обычный, малый ятаг (монг. ᠶᠠᠲᠤᠭ᠎ᠠ) — историческая форма ятага, в основном, имеет 11—15 струн и меньшие размеры.

### Струнные смычковые музыкальные инструменты
- Моринхур (монг. Морин хуур) — национальный инструмент Монголии, является типичным монгольским струнно-смычковым инструментом. Основные части моринхура изготовляются из дерева. Гриф имеет форму лошадиной головы. Звук похож на скрипку или виолончель. Струны изготовляют из засушенных сухожилий оленей и горных баранов. Известным исполнителем на инструменте является Чи Булаг.
- Игил хур (монг. Игил хуур) — вариант моринхура, используемый в Туве, на Алтае и в Урянхае. Также известен как Чоор.
- Их хур — (монг. Их хуур) — дву- или трёхструнный инструмент
- Хучир — (монг. Хуучир) — двуструнный инструмент

### Ударные музыкальные инструменты
- Ёчин — (монг. Ёочин) — струнный музыкальный инструмент, наподобие цимбал. В Китае известен как янцинь.
- Гонг
  - большой металлический гонг, известный как там-там.
  - 9 небольших гонгов на раме.
  - монастырский барабан.
  - оркестровый барабан.

### Духовые музыкальные инструменты
- Бурэ — (монг. Бүрээ) — духовой инструмент наподобие кларнета.
  - Эвэр бурэ — (монг. Эвэр бүрээ) — духовой рог.
  - Баялаг бурэ — (монг. Баялаг бүрээ) — кларнет.
  - Хидин бурэ — (монг. Хиидиин бүрээ) — длинный альпийский рог.
- Лимбэ — (монг. лимбэ) — духовой инструмент наподобие флейты.
- Цуур — (монг. цуур) — духовой инструмент наподобие флейты, изготовляют в основном из светлого дерева, бамбука или тростника и некоторых других трав, плечевой кости — (монг. мөрийн яс) или ракушек.

## Жанры
- Короткая песня — (монг. Богино дуу) — небольшие ансамбли исполняют песню на различных классических инструментах, в том числе и в современном стиле.
- Протяжная песня — (монг. уртын дуу) — только под аккомпанемент моринхура.
- Биелгээ, бий — в повседневности исполняется в юртах на моринхуре.
- Татлага — исполняется на струнных инструментах.
- Ульгэр, магтал, домог — (монг. үлгэр, магтаал, домог) — легенды, народные сказки, с исполнением только под моринхур или хучир. Наиболее часто исполняемая магтаал — «Хухуу Намжил», легенда о создании моринхура.
- Еруул — (монг. Ерөөл) — в основном исполняется без инструментов, иногда под моринхур.
- Современная духовная музыка.

Между 1926 и 1990 годами предпринимались попытки организовать оркестры. Большие оркестры в истории Монголии не были известны, но сегодня они не менее популярны, чем небольшие ансамбли. Многие музыкальные произведения существуют для разных танцевальных мероприятий.
Стандартный монгольский ансамбль имеет: 17 чанзов, 14 ятагов, 11 моринхуров, 5 ёчинов, 2 иххура, 1 треугольник, 7 хучиров, 1 гонг, 2 барабана, 1 монастырская труба, 2 больших и 6 малых флейт, 6 бурэ, 2 эвэрбурэ.
Современные композиторы: Шарав, Нацагийн Жанцанноров, Чулуун, Б. Наранбаатар